# Solariella galkini
Solariella galkini is een slakkensoort uit de familie van de Solariellidae. De wetenschappelijke naam van de soort is voor het eerst geldig gepubliceerd in 1995 door Bagirov.